# 植松努
植松 努（うえまつ つとむ、1966年8月17日 - ）は、日本の技術者、実業家。北海道芦別市出身。

## 来歴
北海道芦別高等学校を経て、1989年北見工業大学工学部応用機械工学科卒業。1989年菱友計算に入社。1994年同社を退社し、父が経営する植松電機に入社。1999年同社専務取締役。2005年人間力大賞グランプリを受賞。2006年カムイスペースワークスを設立し、代表取締役社長に就任。2016年植松電機代表取締役社長に就任。この他に、NPO法人北海道宇宙科学技術創成センター理事も兼職。

## エピソード
- 2002年よりCAMUIロケットの打ち上げ開発を行っている。
- 小学校・中学校・高等学校を中心として主に10代を対象に講演活動を行っている。

## 主著
- 『NASAより宇宙に近い町工場　僕らのロケットが飛んだ』ディスカヴァー・トゥエンティワン　2009年初版/2015年新書版
- 『きみならできる　「夢」は僕らのロケットエンジン』現代書林　2009年
- 『空想教室　好奇心を天職に変える』サンクチュアリ出版　2015年
- 『思うは招く　自分たちの力で最高のロケットを作る』宝島社　2016年
- 『｢どうせ無理｣と思っている君へ』本当の自信の増やしかた PHP研究所 2017年
- 『あきらめない練習　何をやっても続かない自分を変える』大和書房　2017年
- 『当たり前を疑う勇気』2019年

## 参考
- 『植松電機 「夢に向かって」植松努物語1』田原実著　インフィニティ　2010年